# イヴ (AV女優)
EVE（イヴ、1963年11月22日 - ）は、日本のポルノ女優、AV女優、ストリッパー。

## 人物
静岡県田方郡出身。本名、勝又君枝。身長160cm・スリーサイズはB89・W58・H88。血液型はO型。
歌舞伎町、ノーパン喫茶嬢出身、1984年にロマンポルノ『イヴちゃんの花びら』で主演デビュー。『トゥナイト』（テレビ朝日）を始めテレビ番組にもよく取上げられ、ノーパン喫茶の女王、歌舞伎町のアイドルと称された。
神代弓子（くましろ ゆみこ）という芸名でも活躍していた。

## 経歴
中学時代はタレント志望で、様々なオーディションを受け、セミヌードの写真のモデルなどを経験する。私立の女子高を卒業後、地元静岡のデパートに勤めながら休みの日に東京に遊びに行くという生活をしていたが、日収3万円以上という看板を見てノーパン喫茶で働きはじめる。1983年9月、歌舞伎町における第二次ノーパン喫茶ブームの中、個室ノーパン喫茶『USA』に在籍中、風俗情報誌『ナイトタイムズ』に掲載されて人気が出る。第一次ノーパン喫茶ブームでは女性が下着を着用せず、腰布姿のウェートレスを客が鑑賞するだけであったが第二次は客が好みの女性を指名し、個室にて手によるサービスを受けることができるというものであった。イヴの人気は店の前に行列ができるほどで、指名客の最高は一日35人にもなった日があった。大学（早稲田、学習院、法政、中央、東海、拓殖、専修他）には二百名以上の後援会が発足する状況にまでなり、一般誌にも特集記事が出て、本人は「急に騒がれだして親には勘当されるし、普通の生活は一生できないと思った。」と語っている。デパートもクビになり地元に婚約者もいたが、東京で働くことを優先し結婚は断ることになった。トゥナイトでは特集が組まれ、静岡から毎日、新幹線で通っているというイヴの一日追っかけレポートも放送された。
1984年2月には『USA』を辞め、まず輸入下着メーカーのチェック・メイトのイメージ・ガールに起用され、同社が3月に新宿で開いたファッション・ショーでモデルを始め、歌手としてもデビューを果し、5月20日新宿駅東口アルタ前広場にて『イヴ祭り』を開催、数千人の観衆を前に歌声を披露、ポルノ映画、アダルトビデオを中心に活動を始める。1986年4月には『笑わせ者たちの伝説』で舞台にも初挑戦する。1987年7月、に17歳年上のビデオ制作会社社長と結婚して引退をするも、翌年離婚。大阪に居を移して、おもに地元のテレビ局を中心にレポーターなどをして活動を再開、1989年には妹の竹田愛美と共にAVシスターズとして活動を始め、姉妹ヌードも披露する。ストリッパーとしても『ノーパン喫茶の女王』という看板の掛けられた全国各地の劇場で公演を行う 。ちなみに妹は、竹田愛美名義で何本かのVHSをリリースしたのち、家永翔子と改名してKUKIからAV女優として作品を出している。
主演デビュー作『イヴちゃんの花びら』（にっかつ）と同時期に松田聖子主演の『夏服のイヴ』が公開されている。
趣味にスキューバダイビングとドライヴを上げており、ペットにヘビ15匹、カメと犬2匹を飼っていたこともあるという。

## 出演

### ポルノ映画
- イヴちゃんの花びら（1984年、にっかつ、中原俊監督作品）
- イヴちゃんの姫（1984年、にっかつ、金子修介監督作品）
- イヴの濡れてゆく（1985年、にっかつ、村上修監督作品）
- 小松みどりの好きぼくろ（1985年、にっかつ、山本晋也監督作品）
- 貝如花 BEI JU HWA 獲物（1989年、エクセス、カサイ雅弘監督作品）再公開題『香港から来た女 凄過ぎる快感』/ビデオタイトル『香港○秘コネクション 獲物』
- ラ・ヴァルス（1990年、エクセス、実相寺昭雄監督作品）
- 人妻不倫 夫にばれなければ!（1992年、エクセス、珠瑠美監督作品）再公開題『妻たちの性態 なぶり、なぶられ』/ビデオタイトル『人妻たちの果てしなき淫欲』
- 新妻本番 ぐしょ濡れ生下着（1992年、新東宝映画、珠瑠美監督作品）再公開題『イヴの性遍歴 ぐしょ濡れの谷間』
- 神代弓子 ザ・本番ペッティング（1993年、新東宝映画、珠瑠美監督作品）再公開題『イヴの本気レズ いかせる指と舌』 (別題「神代弓子　イヴの果てしない悦び」「ザ・淫乱ペッティング ～（本）同性愛～ 神代弓子」)
- 本番熟女 －こすり合い－（1993年、新日本映像、珠瑠美監督作品）再公開題『艶熟女　悶え肌』/ビデオタイトル『熟女 濡れごろ』
- 出張ソープ 和風不倫妻（1994年、エクセス、剣崎譲監督作品）再公開題『和風恥じらい妻』/ビデオタイトル『不倫妻出張ソープ』
- 喪服妻 浅く深く（1994年、エクセス、珠瑠美監督作品）再公開題『喪服未亡人 狙われた黒下着』/ビデオタイトル『新・淫乱喪服妻』
- 痴漢電車 長襦袢を狙え（1995年、エクセス、珠瑠美監督作品）再公開題『痴漢電車 尻と指』
- 和風不倫妻 恥さらしな下半身（1995年、エクセス、珠瑠美監督作品）再公開題『和服のイヴ 絶品腰づかい』/ビデオタイトル『うずく長襦袢』
- 義母の長襦袢 淫らな匂い（1996年、エクセス、珠瑠美監督作品）
- 人妻ピアノ教師 いやらしい指（1998年、エクセス、剣崎譲監督作品）再公開題『美人音楽教師 濡れ下着』
- イヴ 15周年記念作品 責め絵の女（1999年、新日本映像、剣崎譲監督作品）
- イヴの未亡人 夜のいそぎんちゃく（2000年、エクセス、剣崎譲監督作品）再公開題『黒の挑発 未亡人が疼くとき』/DVDタイトル『クリトリス イヴ』
- 和服義母 息子よやめて!（2000年、エクセス、剣崎譲監督作品）再公開題『義理の母 息子と不貞に…』
- 三十路の後家さん よがり泣き（2001年、剣崎譲監督作品）再公開題『未亡人痴態　三十路の羞恥心』/DVDタイトル『厳選ピンク映画全集10 三十路の女』
- イヴの衝撃 不貞妻の疼き（2002年、オーピー映画、関根和美監督作品）DVDタイトル『厳選ピンク映画全集2 疼く女』
- イヴの寝室 和服妻は床上手（2002年、エクセス、剣崎譲監督作品）DVDタイトル『厳選ピンク映画全集1 和服妻』

### アダルトビデオ
- 感度イヴ Spring Memory（1984年、日本ビデオ映像）[16]
- イヴのセクシーサスペンス いたずらな週末（1984年、日本ビデオ映像）
- イブ 海外編 香港スキャンダル（1985年、ファイブスター）
- 女教師成熟体験 イヴ（1985年、ファイブスター）
- イヴのSM初体験 午前0時の女（1986年、セントラル）
- 新・ゆりの女たち"イヴ"の危険な関係（1986年、正和）
- Fin（1987年、ファイブスター）
- めぐり逢い（1987年、ファイブスター）
- イヴ 告白（1988年、笠倉出版社）
- 白濁の花園（1989年、KUKI）
- イヴの未亡人下宿・めぞん一発！（1989年、VIP）
- THE 歌舞伎町（1990年、ナイタイ）
- イヴちゃんの熟れた花びら（1990年、大陸書房）
- 鉄骨美身 イヴ物語（1990年、ファイブスター）
- 宴【うたげ】（1991年、KUKI）
- 果肉いじめ!（1991年、KUKI）
- 寝室私生活 二人の愛欲は24時間（1991年、KUKI）
- 奥まで1ミリ（1991年、KUKI）
- 皮めくり（1991年、KUKI）
- 媚肉収縮（1991年、KUKI）
- 蜜まみれ（1991年、KUKI）
- 孔雀（1992年、KUKI）
- イブ・ラスト エロチカ〜EVE〜（1992年、VISUAL・ONE）
- トライアングルレズビアン4（1992年、KUKI）
- トライアングルレズビアン8（1992年、KUKI）
- レズ・ペンタグラム（1992年、KUKI）
- 告白あるいは対話（1993年、KUKI）
- ザ・淫乱ペッティング〜○本・同性愛〜（1993年、新東宝）
- SEXバトル 美肉格闘（1995年、KUKI）
- 奈落の女教師（1997年、KUKI）
- 未亡人 フェロモンの罠（1997年、KUKI）
- イヴ 神代弓子（1997年、KUKI）
- 女の昇天方(いかせかた)教えます（1997年、KUKI）
- AVヘビー級伝説（1998年、KUKI）
- レズビアン 淫獣の館（1998年、KUKI）
- 新 淫乱喪服妻（1998年、イメージボックス）
- 女帝イヴ 伝説の美女スペシャル70分（1998年、オー・ケイ出版社）
- プライベートアイズ（1999年、KUKI）
- 未亡人ペンション（2000年、KUKI）
- 艶姿色変化（2000年、KUKI）
- ヴァーチャルヘアー（サイテック）
- 艶姿女図鑑〜白銀の妖精・イヴ〜（404企画室）
- 悩し下着ビデオ（みみずくビデオ）

### その他の映画
- ロケーション（1984年、松竹、森﨑東監督作品） - ジーナ 役
- みんなあげちゃう（1985年、にっかつ、金子修介監督作品）
- 童貞物語（1986年、東映、小平裕監督作品）- 浅井美代子役
- スタア（1986年、ヘラルド・エース、内藤誠監督作品）
- オーガズモ(ORGAZMO)（1997年、KUZUIエンタープライズ、トレイ・パーカー監督作品）日米合作

### Vシネマ
- 禁断の果実 近親相姦の誘い （1998年、レジェンド・ピクチャーズ、杉山太郎監督作品）
- 女教師の匂い（1998年、剣崎譲監督作品）
- 新入生痴漢ゼミナール（2000年、ENGEL、関根和美監督作品）
- 覗かれた女美容師 淫らな指先(2003年、レジェンド・ピクチャーズ、久保寺和人監督作品)
- 義母の誘惑 禁断の関係（2003年、レジェンド・ピクチャーズ、石川均監督作品）
- イヴの夫には知られたくない妻の秘密（2005年、レジェンド・ピクチャーズ、石川均監督作品）
- 未亡人の性 熟女の渇き（2005年、レジェンド・ピクチャーズ 共演：飯沢もも、田尻裕司監督作品）
- 団鬼六 檸檬夫人（2007年、ピンクパイナップル、仰木豊監督作品）

### その他の出演作品
- A-EVE-わたしは子猫-（1985年、日本フォノグラム）
- ギニーピッグ3 戦慄!死なない男（1986年、サイ・エンタープライズ）
- ギニーピッグ4 ピーターの悪魔の女医さん（1986年、サイ・エンタープライズ） - 進行性ゾンビ病の妻 役
- DO-T AID（1986年、VAP）
- 妹 パート2 イブの妹（1989年、パワースポーツ）
- ほんとうにあった!呪いのビデオspecial12（2001年、ブロードウェイ、剣崎譲監督作品）
- イヴちゃんのラストヌードメモリアルin大阪（スタジオ・グレイ）
- EVEのセクシーショット〜初の着物姿乱れるイヴ〜（飛鳥企画）
- イヴちゃんのセクシーカラオケ 愛の艶歌編（東映ビデオ）

### 再編 オムニバス
- 新ゆりの女たち SPECIAL（1986年、正和）
- 放課後の熱きマドンナ7（1987年、ファイブスター）
- 性風俗マドンナ7（1988年、ファイブスター）
- 裸の女王（1992年、サクセス）
- スキャンダラスな女優たち（1993年、ビップ）
- イヴ コレクション（1994年、KUKI）
- おしゃぶり39連発（1994年、KUKI）
- トライアングル・レズビアンBEST Vol.2（1995年、KUKI）
- レズ・ミックス（1995年、KUKI）
- 実録くい込み女教師 懐かしのロマンスター名鑑（1995年、笠倉出版社）
- 女教師の生下着（1997年、KUKI）
- VIDEO CD SPECIAL Vol.4（1997年、KUKI）
- KUKI人気女優BEST VOL.7（1999年、KUKI）
- 熟女イヴ 緊縛肉奴隷（1999年、ジャンク）
- 覗かれた女たち エロス大全集（1999年、レジェンド・ピクチャーズ）
- リメークロマンシリーズ 女神イブコレクション（1999年、フェアエスト）
- 人妻たちの白日夢（1999年、アトラス21）
- EVE'90S BEST vol.1（2000年、KUKI）
- 淫欲の女教師（2000年、KUKI）
- 官能女教師〜6人の淫乱先生〜（2000年、KUKI）
- KUKI DVD買うボーイ 01（2000年、KUKI）
- KUKI DVD買うボーイ 02（2000年、KUKI）
- EVE Eternal 1（2000年、KUKI）
- EVE Eternal 2（2000年、KUKI）
- EVE Eternal 3（2000年、KUKI）
- アトラスMEGA MIX3 昇天する女神たち（2000年、アトラス）
- KUKI 20th Anniversary White（2000年、KUKI）
- ゴージャスオナニー20連発 2（2000年、笠倉出版社）
- 禁断の果実スペシャル 近親相姦の誘い（2011年、レジェンド・ピクチャーズ）
- 乳(MILK)TANKの天使たち 8（2001年、KUKI）
- PINK CINEMA PARADISE 2（2001年、トライハート）
- ロマン サクセス イヴ コレクション（2001年、笠倉出版）
- エロスの殿堂Vol.2（2001年、メディアバンク）
- 〜20世紀FUCK〜Vol.2（2001年、アルール）
- AV20年史Deluxe 2（2002年、ファイブスター）
- 女教師＆ブルマー20年史 Deluxe（2003年、FIVE STAR）
- The Best of No.1 イヴ Deluxe（2005年、FIVE STAR）
- The Best of No.1 Special Selection 2（2005年、FIVE STAR）
- アクトリーチェ〜蘇る伝説の女優たち〜Vol.2（2005年、レジェンディア）
- アクトリーチェ〜蘇る伝説の女優たち〜Vol.3（2005年、レジェンディア）
- 女教師の匂い（2006年、ジャンク）
- 女教師〜禁断の聖身 愛に堕ちた女たち〜（2007年、CVC）
- 禁断の果実DX 抱いてみたい女たち（2011年、レジェンド・ピクチャーズ）
- 未亡人SP 夜泣きする身体（2012年、レジェンド・ピクチャーズ）『未亡人の性 熟女の渇き』他、他女優作品2話

### CD-ROM
- ヴァーチャル未亡人（1994年12月16日、KUKI）
- アマゾネーター（1995年、KUKI）
- ジゴロ渇望篇 傷だらけの狂詩曲（1995年12月22日、KUKI）
- ジゴロ激情篇 愛する女への鎮魂歌（1995年12月22日、KUKI）
- AVメモリアル Chapter1 イヴ 神代弓子（1996年、KUKI）

### テレビドラマ
- 花の女子校 聖カトレア学園（1985年4月10日〜7月3日、テレビ東京）
- 元旦ドラマスペシャル・「勝手にしやがれ」殺人事件（1985年、TBS）
- うちの子にかぎって 第2期　第3話（1985年、TBS）
- 土曜ワイド劇場「隠しカメラの人妻」（1985年、テレビ朝日）
- 金田一耕助の傑作推理 死仮面（1986年、TBS） - 山内君子 役
- わたしの可愛いひと （1986年、フジテレビ）
- 家政婦日記 妻そして女シリーズ44（1990年5月28日〜6月29日、TBS）
- 同窓会 第9話（1993年、日本テレビ）
- 月曜ドラマスペシャル 横浜フランス橋殺人事件（1994年10月10日、TBS）

## 音楽

### LP
- A-EVE-わたしは子猫-（1985年、フィリップス・レコード）

SIDE A
- ノン・ノン！
- バラは嫌い
- 妖華〜タンゴ・シック

SIDE B
- エ・ク・ス・タ・シー
- したいの
- シンガポール・セレナーデ

### EP
- ノン・ノン！/妖華（1985年、フィリップス・レコード）

## カセットテープ
- イヴちゃんのみみず千匹テープ（ポニー） - 1万本を売り上げた[17]。

## 写真集
- TOUCH ME NOW（1984年、ブックマン社）
- ラヴ イヴ（1985年、太陽図書）
- 蹂躙（1996年、北欧書房）
- 艶姿女図鑑（1999年、フリーダムF）
- 女神シリーズ イヴ（2000年、ぶんか社）
- rebirth（2002年、双葉社）
- よみがえるAV黄金期の女優たち2（2003年、鹿砦社）